# Вильгельм Гиацинт (князь Нассау-Зигена)
Вильгельм Гиацинт Нассау-Зигенский (нем. Wilhelm Hyacinth von Nassau-Siegen ; 3 апреля 1667, Брюссель — 18 февраля 1743, Хадамар) — князь Нассау-Зигенский (1699—1707). Также он претендовал на титул князя Оранского.

## Биография
Вильгельм Гиацинт был вторым сыном Иоганна Франца Дезидератуса, князя Нассау-Зигена (1627—1699), и его второй супруги, Элеоноры Софии Баденской (1641—1668). В 1695 году он избрал своим постоянным местом жительства Зиген. В том же году, город стал жертвой большого пожара, в результате которого сгорело 350 зданий, две церкви и штаб-квартира правящей династии. Его отец в 1696 году начал строить новый замок в Зигене.
С 17 декабря 1699 по 29 марта 1707 года Вильгельм Гиацинт правил в княжестве Нассау-Зиген. Он рассчитывал получить в наследство гораздо больше, чем отцовское княжество Нассау-Зиген, так как он был одним из ближайших родственников бездетного короля Англии Вильгельма III Оранского и таким образом являлся вероятным наследником обширных владений Вильгельма в Германии и Нидерландах. Тем не менее, Вильгельм III завещал свои владения Иоганну Вильгельму Фризо из дома Нассау-Диц. Вильгельм Гиацинт позже использовал титул принца Оранского в Брабанте.
Он даже не унаследовал всё имущество своего отца. Его отец вступил в третий брак с Изабеллой Кларой дю Пьюджет-де-ла-Серра, от брака с которой у него было семь выживших детей. В своем завещании он оставил ей наследство 1100 талеров в год. Двое из её сыновей получили по 500 талеров в год и её пять дочерей — 200 талеров. Вильгельм Гиацинт попытался оспорить отцовское завещание, но в 1702 году проиграл дело в Имперском камеральном суде.
В том же году голландский штатгальтер Вильгельм III Оранский скончался в Англии. Вильгельм Гиацинт отправился в Париж, чтобы заручиться поддержкой Франции в отношении его прав наследования. Другими претендентами были король Пруссии Фридрих I и Иоганн Вильгельм Фризо Нассау-Диц, которого сам Вильгельма III в завещании назначил своим единственным наследником.
Король Франции Людовик XIV не проявил большого интереса к поддержке князя. Вильгельм Гиацинт Нассау-Зиген затем отправился к княжеству Оранж и объявил его своим владением. Людовик XIV заявил, что принц Генрих Юлий Конде был законным наследником княжества Оранж и захватил княжество. Генрих Юлий передал свои права на княжество Оранж французской короне. По Утрехтскому договору 1713 года княжество Оранж было присоединено к Франции.
Князь Вильгельм Гиацинт Нассау-Зиген задолжал франкфуртским банкирам большую сумму денег. Он значительно увеличил налоги в своём княжестве, вызвав недовольство населения.
Его вспыльчивости и амбиций опасались даже его родственники. Когда его родственник, Фридрих Вильгельм Адольф (1680—1722; князь Нассау-Зиген: 1707—1722), выразил неудовольствие политикой Вильгельма Гиацинта, последний направил свои замковые орудия на замок своего троюродного брата, чтобы продемонстрировать ему свою власть. Фридрих Вильгельм Адольф затем подал в суд Вестфальского округа на родственника. Когда Вильгельм Гиацинт посетил суд в Вене в 1705 году, княжество Зиген было оккупировано войсками из Нассау и Пруссии. Население подняло восстание и разграбило замок Вильгельма Гиацинта.
Число жалоб на князя продолжало расти. 15 июля 1706 года княжество Нассау-Зиген было вновь занято войсками из пфальцграфства Нойбург и Пруссии, которые действовали по просьбе Имперского надворного совета. Канцлер Вильгельма Гиацинта, де Коломба, который играл главную роль в политике князя, был арестован и в декабре 1710 года выслан на пожизненный срок из Германии. Сам князь Вильгельм Гиацинт бежал в Хадамар, к своему двоюродному брату, принцу Франциску Александру Нассау-Хадамарскому (1674—1711).
Восстания против правления Вильгельма Гиацинта продолжались. 29 марта 1707 года по приказу князя без суда был обезглавлен Фридрих Флендер фон дн Хардт, предполагаемый лидер повстанцев. Император Священной Римской империи Иосиф I воспользовался этим случаем, чтобы лишить Вильгельма Гиацинта его княжества, которое было временно передано в управление двум императорским советникам, а затем перешло к принцу Фридриху Вильгельму Адольфу Нассау-Зигенскому. В 1713 году французская корона пожаловала Вильгельму Гиацинту титул графа Шалона. Вильгельм Гиацинт также получал ежегодную пенсию в размере 4 тысяч талеров.

## Браки и дети
Вильгельм Гиацинт был женат три раза. Его первой женой была Мария Франциска фон Фюрстенберг-Хайлигенберг (17 сентября 1660 — 7 июня 1691), на которой он женился 9 апреля 1687 года в Льеже. С ней у него было трое детей:
- Иосиф Гиацинт (27 января 1688 — 7 февраля 1688)
- Франц Иосиф (23 февраля 1689 — 7 февраля 1703)
- дочь (январь 1691 — 22 февраля 1692)

22 мая 1698 года во Франкфурте-на-Майне он вторично женился на Марии Анне Гогенлоэ-Вальденбург-Шиллингсфюрстской (18 мая 1678 — 30 сентября 1739). С ней у него была одна дочь:
- Анна Мария Жозефа (10 сентября 1704 — 20 августа 1723)

28 июля 1740 года в Вене Вильгельм Гиацинт в третий раз женился на графине Марии Еве Штарембергской (17/28 октября 1722 — 12 декабря 1773). Этот брак был бездетным.